# Ресково
Ресково (пол. Reskowo, нім. Roskau) — село в Польщі, у гміні Хмельно Картузького повіту Поморського воєводства.
Населення — 355 осіб (2011).
У 1975-1998 роках село належало до Гданського воєводства.

## Демографія
Демографічна структура станом на 31 березня 2011 року:
|          | Загалом | Допрацездатний вік | Працездатний вік | Постпрацездатний вік |
| -------- | ------- | ------------------ | ---------------- | -------------------- |
| Чоловіки | 181     | 51                 | 113              | 17                   |
| Жінки    | 174     | 50                 | 92               | 32                   |
| Разом    | 355     | 101                | 205              | 49                   |